# Hermann Stenner

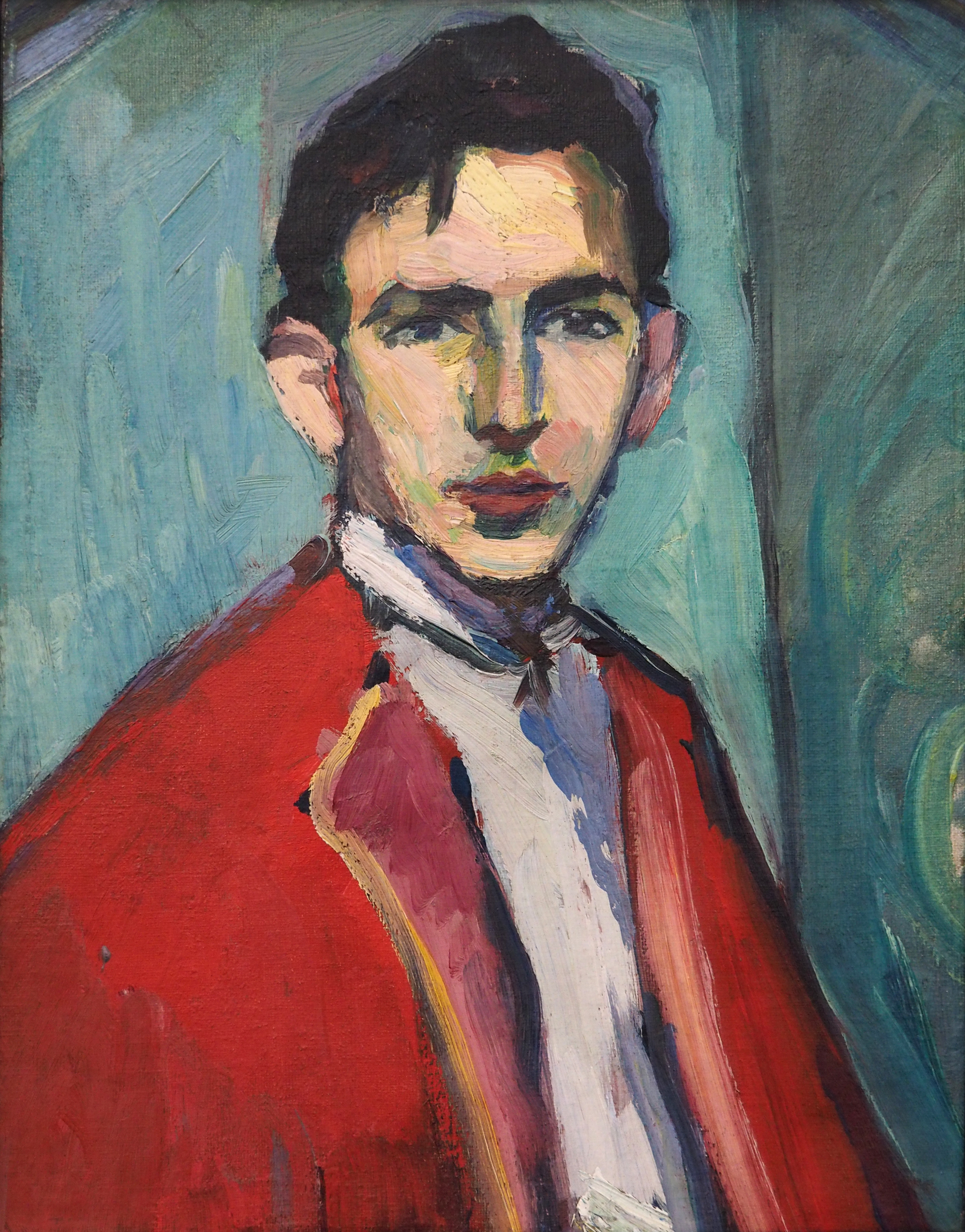
Selbstbildnis mit roter Jacke (1911)

Hermann Stenner (* 12. März 1891 in Bielefeld; † 5. Dezember 1914 an der Ostfront in Iłów, deutsch: Enlau) war ein deutscher Maler und Grafiker.
Stenner gehört zu den herausragenden Künstlern des frühen 20. Jahrhunderts, obwohl ihm durch seinen frühen Tod im Ersten Weltkrieg nur eine kurze Schaffensphase von fünf Jahren vergönnt war. In dieser Zeit schuf der junge Künstler ein umfangreiches Œuvre: Annähernd 300 Gemälde und weit über 1500 Arbeiten auf Papier sind bekannt. Nach impressionistischen Anfängen um 1909 wurde Stenners Malweise ab 1911 zunehmend ausdrucksstärker mit hartem Kontur und kräftigen Farben. Diese Hinwendung zum Expressionismus geschah unter dem Einfluss Kandinskys, ab 1912/13 aber vor allem durch seinen Lehrer Adolf Hölzel. „Das malerische Werk, das der Dreiundzwanzigjährige 1914 in seinem Stuttgarter Atelier zurückließ“, so Gustav Vriesen, „gehört mit zu den aufbauenden Kräften der modernen Kunst in Deutschland. Ohne seine Kenntnis bleibt das kunstgeschichtliche Bild jener Frühzeit unvollständig.“

## Leben und Werk
Schon während seiner Realschulzeit malte der Sohn des Bielefelder Malermeisters Hugo Stenner Kopien alter Gemälde. Danach besuchte er ab 1908 die Handwerker- und Kunstgewerbeschule Bielefeld. Im April 1909 wurde er zur Aufnahmeprüfung für die Kunstakademie in München zugelassen und trat in die Zeichenklasse von Heinrich Knirr ein. Den Sommer 1909 verbrachte Stenner bei Hans von Hayek an dessen Malschule in Dachau und machte dort ganz erhebliche Fortschritte in seiner Malerei. Von Hayek und Knirr empfahlen ihm daraufhin nicht mehr, wie zuvor, den in München lehrenden Hugo von Habermann als geeigneten Malereiprofessor, sondern den in Stuttgart lehrenden Christian Landenberger.

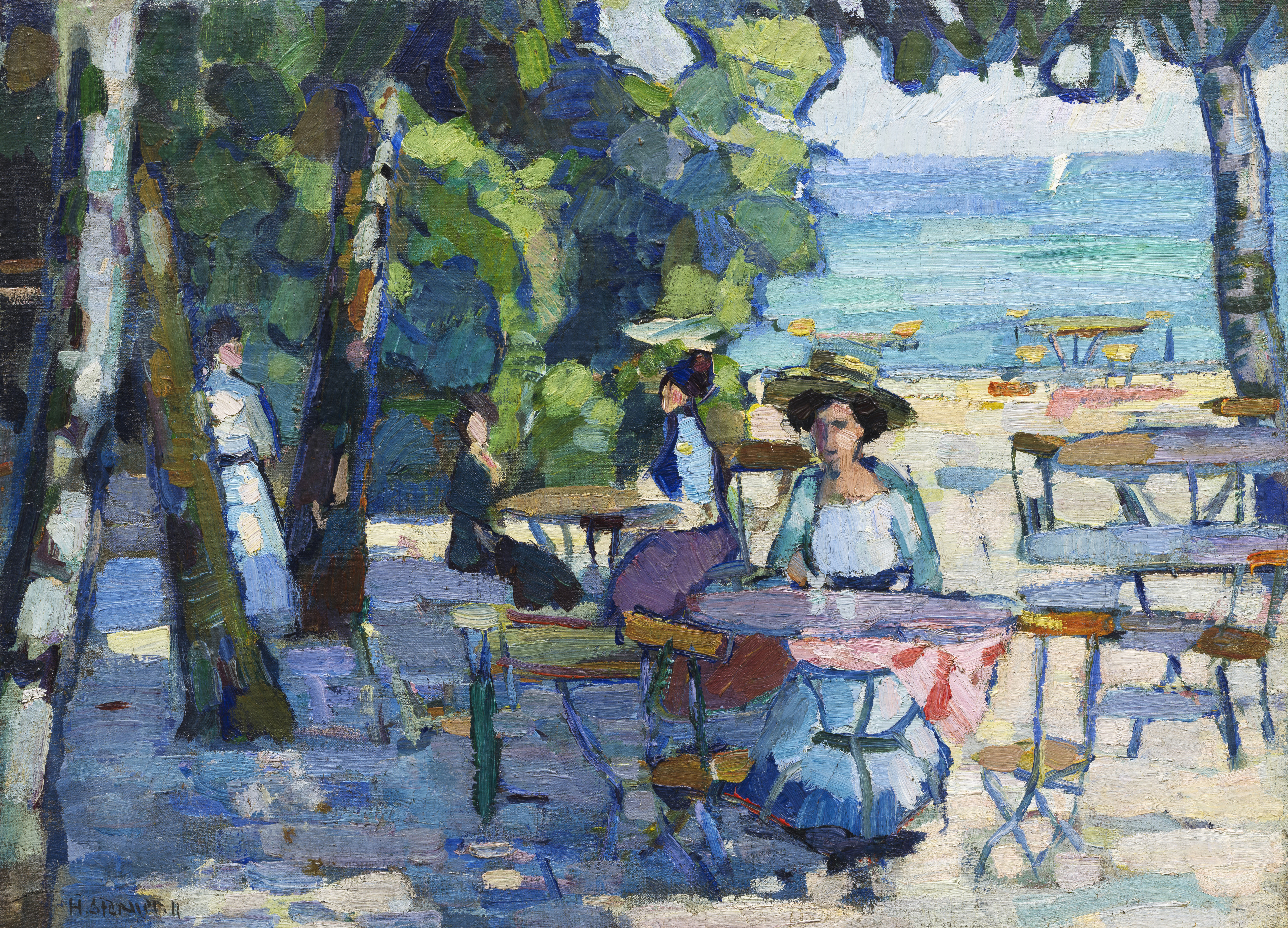
Kaffeegarten am Ammersee – 1911

Ende März 1910 zog Hermann Stenner nach Stuttgart, wo er an der Königlichen Akademie der bildenden Künste in die Malklasse von Christian Landenberger aufgenommen wurde. Im Oktober 1911 wechselte er in die Komponierklasse von Adolf Hölzel, dessen Vorlesungen völlig abwichen vom Unterricht Landenbergers und von Hayeks. Zunächst folgte Stenner ihnen mit großer Begeisterung, da sie ihm eine neue Welt eröffneten und die Malerei als eine Art Wissenschaft nahebrachten. Später löste er sich von der allzu starken Beeinflussung durch die Vorlesungen und entwickelte seinen eigenen Stil weiter. Schon nach einem Semester bot Hölzel Hermann Stenner an, in eines der begehrten Meisterschülerateliers in den Unteren Anlagen umzuziehen, was dieser im März 1912 auch mit großer Freude tat. Während des Sommersemesters nahm Stenner noch an einer längeren Exkursion nach Monschau (Montjoie) mit Hölzel teil, bei der einige Gemälde mit einem gesteigerten Grad futuristischer Synapsis sowie eine große Zahl an Zeichnungen entstanden.
Im August 1912 verbrachte er mit seinem Freund Hans Hildebrandt, einem Kunsthistoriker, und dessen Frau Lily vier Wochen in Paris.
1913 wurde er zur Ersten deutschen Expressionisten-Ausstellung in Dresden eingeladen. Im selben Jahr gab Adolf Hölzel den Auftrag zur Ausführung der Wandmalereien für die Vorhalle des Hauptgebäudes der Kölner Werkbundausstellung 1914 an Stenner, Oskar Schlemmer und Willi Baumeister. Der Wandfries erregte großes Aufsehen und rief die unterschiedlichsten Reaktionen hervor, von enthusiastischer Begeisterung bis zu kategorischer Ablehnung. Im selben Jahr war er auch bei der großen Stuttgarter Ausstellung des Verbandes der Kunstfreunde in den Ländern am Rhein mit zwei Werken im sogenannten „Expressionisten-Saal“ vertreten, den Hölzel im Auftrag des Verbandes eingerichtet hatte.
Am 7. August 1914 meldete Stenner sich zusammen mit Oskar Schlemmer als Kriegsfreiwilliger und trat in das Grenadier-Regiment Nr. 119 ein. Nach zwei Monaten an der Westfront wurde er Ende November mit seinem Regiment „Königin Olga“ an die Ostfront verlegt, wo er in den frühen Morgenstunden des 5. Dezembers 1914 in Polen bei einem Angriff auf die Stadt Iłów im heutigen Powiat Sochaczewski in der Woiwodschaft Masowien fiel.
Den Nazis galten die expressionistischen Bilder Stenners als „entartet“, und 1937 wurden in der Aktion „Entartete Kunst“ nachweislich vier Tafelbilder davon aus öffentlichen Sammlungen beschlagnahmt und zerstört.

## Kunstforum Hermann Stenner

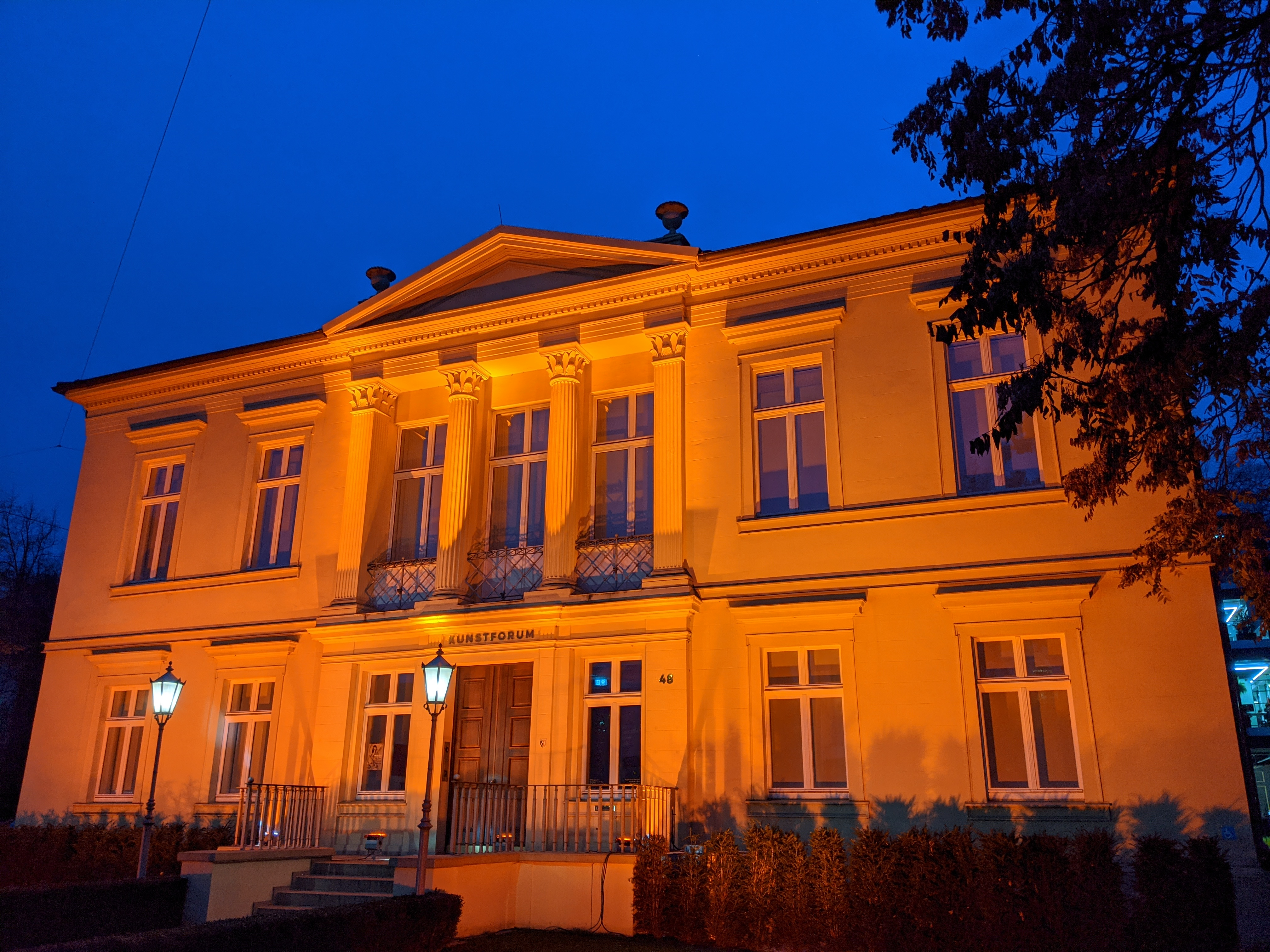
Kunstforum Hermann Stenner

Das Kunstforum Hermann Stenner in Bielefeld wurde am 20. Januar 2019 im denkmalgeschützten Gebäudeteil des Ortwin Goldbeck Forums mit der Ausstellung Hermann Stenner und seine Zeit eröffnet. Es widmet sich dem Leben und Werk des Namensgebers und seiner Zeitgenossen, zeigt aber auch in wechselnden Ausstellungen Werke von der klassischen Moderne bis zur zeitgenössischen Kunst.
Das Kunstforum Hermann Stenner bildet gemeinsam mit der Kunsthalle und dem Kunstverein im Waldhof das sogenannte Bielefelder Kunst-Dreieck.

## Bilder

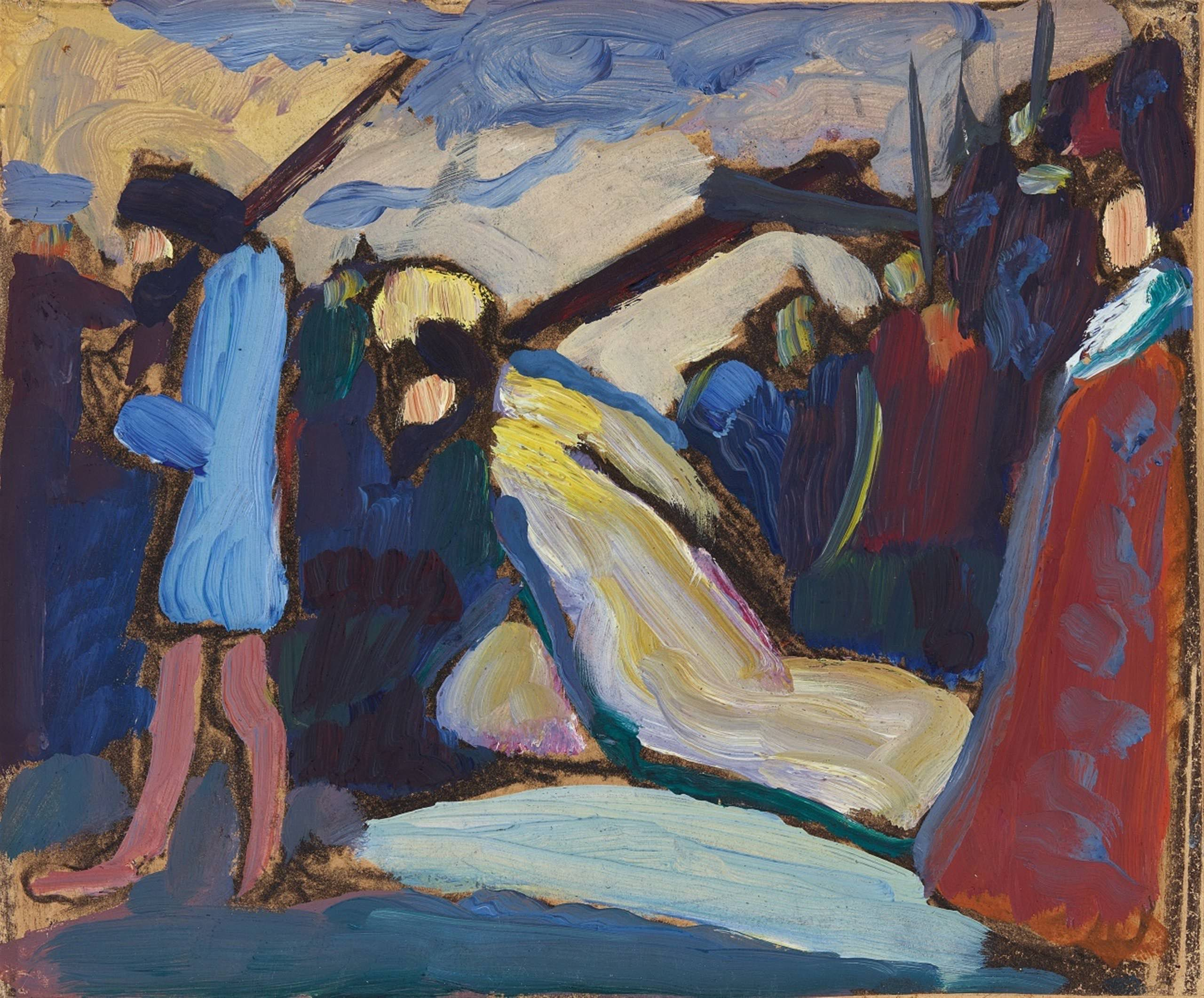
Hermann Stenner, Kreuztragung I, Öl auf Karton, 1913

Hermann Stenner schuf in fünf Jahren rund 300 Gemälde und mehr als 1500 Aquarelle und Zeichnungen.

### 1937 als „entartet“ aus öffentlichen Sammlungen beschlagnahmte und vernichtete Tafelbilder
- zwei Bilder Legende (Städtisches Kunsthaus Bielefeld)
- Ziegelei (Städtisches Kunsthaus Bielefeld)
- Tulpen (Öl auf Leinwand; 86 × 68 cm; Württembergische Staatsgalerie Stuttgart)

### Weitere Bilder (Auswahl)
- Bildnis Itten. 1913. In: LWL-Landesmuseum für Kunst und Kulturgeschichte in Münster.
- Dame mit Masken. 1913. In: Kunsthalle Bielefeld.
- Der weiße Knabe. 1914. In: LWL-Landesmuseum für Kunst und Kulturgeschichte in Münster.
- Heiliger Sebastian 1914, 101 × 98 cm in: Kolumba Museum Köln.[10]

## Zitate

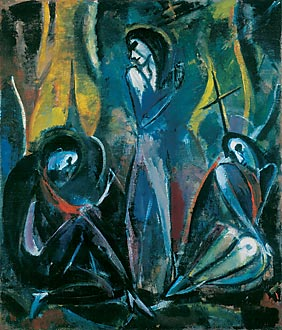
Auferstehung – 1914

„[…] Stenner war ein frischer, heiterer Mensch und Künstler. Seine Leistungen waren ausgezeichnet. […] Ich schätze die Malereien von Hermann sehr, auch Oskar Schlemmer war durchaus dieser Meinung. Seine Kunst war ein grosses Aufblühen ohne Hemmung und Unterbrechung. […] Hermann Stenner wäre einer der besten Maler Deutschlands geworden, wenn nicht der sinnlose, verbrecherische Krieg seine Opfer geholt hätte.“

„Die Natur gab Stenner als wertvolles Geschenk die Leichtigkeit der Hand, die frühe Beherrschung des Handwerklichen mit auf den Weg. Sie verlieh seinen Malereien und Zeichnungen die Frische des Unmittelbaren, den Eindruck des freudigmühelos Geschaffenen, wozu sein Temperament und seine Lust am Dasein in lebenssprühendem, an Gegensätzen reichem Farbenspiel das Ihre beitrug.“

„At twenty-three Hermann Stenner was the youngest expressionist painter to die in the war. His development as a painter really only began when he was twenty and became a pupil of Adolf Hölzel in Stuttgart in the autumn of 1911. … Hermann Stenner began to eschew theory and follow his own instincts, taking only what suited him from Hölzel's teachings, and began to look further afield for his inspiration.“